# توبیاس اسلوتساگر
توبیاس اسلوتساگر (انگلیسی: Tobias Slotsager؛ زادهٔ ۱ ژانویهٔ ۲۰۰۶) بازیکن فوتبال اهل قلمروی دانمارک است.
از باشگاه‌هایی که در آن بازی کرده است می‌توان به باشگاه فوتبال ادنسه اشاره کرد.
وی همچنین در تیم‌های ملی فوتبال زیر ۱۶ سال، زیر ۱۷ سال و زیر ۱۹ سال دانمارک بازی کرده است.